# Cuisine paraguayenne
La cuisine paraguayenne  est l'ensemble des plats et des techniques culinaires issus du brassage culturel. La gastronomie issue de la fusion cario-guarani-espagnol est la plus caractéristique de la cuisine paraguayenne, en plus des apports des groupes migratoires historiques, comme les cuisines italienne et allemande. La ville d'Asunción est l'épicentre de la gastronomie distinctive qui s'étend sur tout le Paraguay actuel et ses zones d'influence. Dans la société paraguayenne, l'échange de connaissances s'est développé entre les métis, les créoles et les Guaranis, depuis l'époque coloniale jusqu'à aujourd'hui, le premier précédent étant le contact avec les cario-guaranis au XVIe siècle.

## Histoire

### Époque précolombienne

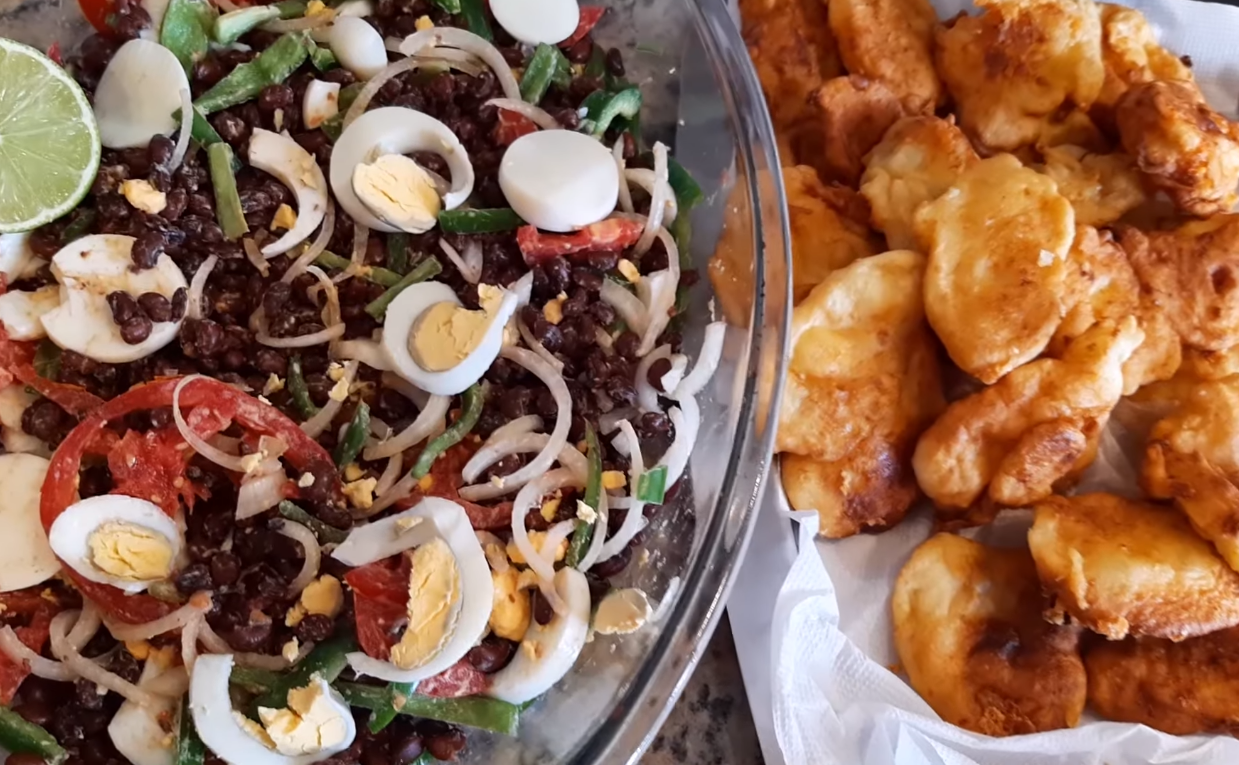
Salade de haricots avec tortillas paraguayennes.

Il existe des références remontant à 1567, par le chroniqueur et militaire allemand Ulrich Schmidl, qui a publié en Bavière ses expériences au Paraguay et dans le Río de la Plata, dont les témoignages coïncident avec ceux d'autres chroniqueurs sur les coutumes anthropophagiques de nombreux Amérindiens, notamment les Guaranis, les Caribes, les Mexicas, les Araucaniens, les Incas, etc. En outre, selon le chef et historien de la gastronomie Vidal Domínguez Díaz, la richesse gastronomique des Cario-Guarani et celle des Espagnols ont donné naissance à la cuisine paraguayenne. L'exemple le plus remarquable est la technique gastronomique cario-guarani, dans laquelle la viande sauvage est remplacée par du bœuf. La préférence dominicale ou festive des Paraguayens pour les viandes grillées provient des sept vaches et du taureau qui sont arrivés à Asunción.
Les Cario-Guarani avaient un régime alimentaire basé sur des animaux sauvages et des pains de maïs et d'amidon avec de la graisse animale, mais ils ignoraient totalement l'utilisation du lait, de la viande de bœuf, du fromage et des œufs. Bien que les Guarani et les Cario aient habité une grande partie du sol américain, le premier syncrétisme hispano-guarani s'est produit en 1537 lors de la fondation d'Asunción, lorsque le contact a été établi avec les Cario-Guarani, où le bétail a été introduit peu après. Pour cette raison, Asunción est considérée comme la mère de la gastronomie du Río de la Plata, puisque c'est de cette ville qu'est partie l'expédition qui allait fonder pour la deuxième fois la ville de Buenos Aires (et une partie de la côte argentine), composée d'Espagnols, de 66 jeunes Paraguayens (dont Ana Díaz, la seule femme) et de 1 500 Guaranis. La même expédition a emmené du bétail pour peupler le territoire pampéen.

### Période de vice-royauté

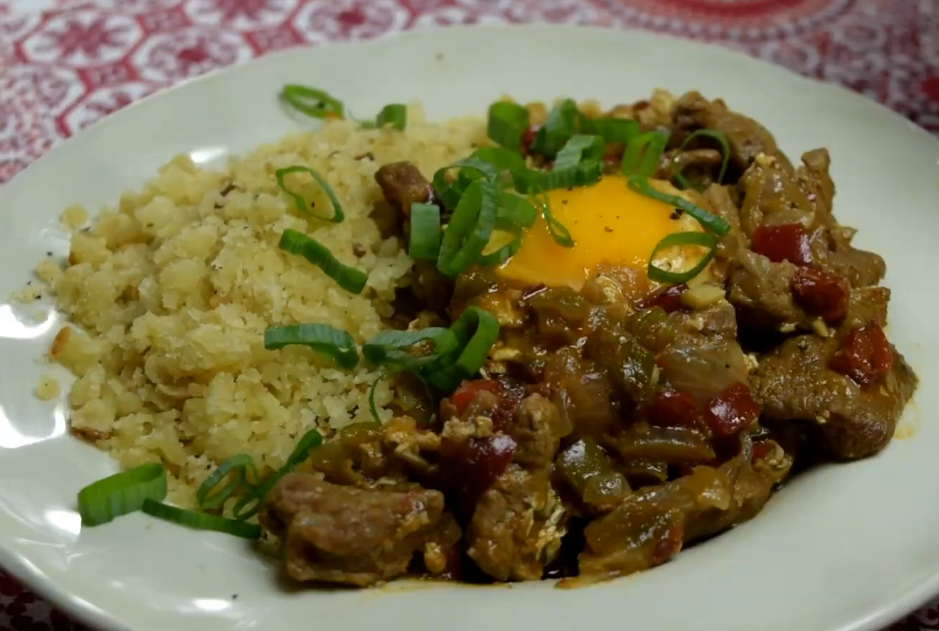
Reviro avec ragoût de bœuf.

Il existe une idée fausse selon laquelle la gastronomie paraguayenne est appelée « gastronomie guarani ». La gastronomie paraguayenne est née de la fusion de la cuisine espagnole et de la cuisine cario-guarani, qui s'est développée sous l'influence des pères franciscains, des Espagnols et des créoles d'Asunción, qui ont eu lieu à Asunción et dans ses environs. Des villes comme Tobatí, Atyrá, Altos, Areguá, Ypané, Guarambaré, Itá et Yaguarón sont des exemples vivants de la manière dont la culture paraguayenne s'est développée en dehors et à l'écart de l'influence mercantile des Jésuites. Lorsque les jésuites ont été expulsés en 1767, les indigènes sont retournés dans leur habitat naturel (la jungle missionnaire) mais ne se sont pas rendus à Asunción et dans sa zone d'influence pour éduquer ou enseigner, preuve en est l'extinction de la poterie jésuite, mais pas de la poterie franciscaine, qui est encore vivante à Itá, Areguá et Tobatí,.
La cuisine de base des Cario-Guarani se composait de la chasse, de la pêche, des cultures céréalières, des techniques et méthodes de cuisson, ainsi que des ustensiles qu'ils fabriquaient. Les premiers antécédents du syncrétisme cario-guarani espagnol ont eu lieu au moment de la fondation d'Asunción et de ses environs, où ont été fondées plus tard les réductions franciscaines d'Altos, Atyrá, Guarambaré, Itá, etc. Dans le gouvernorat du Paraguay, il existait une juridiction catholique appelée Provincia Paraguaria. Cette province, qui dépendait alors de la vice-royauté du Pérou, couvrait les régions du Paraguay, de l'Argentine, de l'Uruguay et certaines parties de la Bolivie, du Brésil et du Chili (entre 1604 et 1617). À partir de 1617, la Provincia Paraguaria a été démembrée en Gouvernorat du Río de la Plata et Gouvernorat du Paraguay, tombant ainsi sous la juridiction de ce dernier. Par la suite, cette région a fait partie de l'éphémère vice-royauté du Río de la Plata (1776-1810). La culture développée dans le Grand Paraguay était très forte, car les Guaranis étaient utilisés par les conquistadors et les évangélisateurs comme intermédiaires avec les autres peuples amérindiens. Pour ces raisons, la culture paraguayenne qui caractérise Asunción est restée forte dans cette région, et s'est à son tour répandue dans les zones où le bétail a été introduit plus tard, avec la fondation de Corrientes en 1588, la plus ancienne ville de l'AEN.
Dans les journaux de bord (de voyageurs tels que l'Allemand Ulrich Schmidl) et dans les archives historiques de l'époque vice-royale, il apparaît dans plusieurs paragraphes que les Cario-Guarani (une tribu qui habitait la région d'Asunción) préparaient des gâteaux et des pains à base de manioc, de maïs et de maïs doux mélangés à de la graisse animale, connus sous le nom de mbuyapé (« pain » en guarani). Le régime alimentaire des Cario-Guarani était complété par des aliments créoles que les Espagnols avaient apportés du vieux continent. Cela est dû à l'introduction du bétail en 1556, qui a permis d'obtenir de « nouveaux » aliments tels que le bœuf et le mouton, le lait, les œufs, le fromage, etc. Ainsi, les aliments contenant des ingrédients issus de la base gastronomique carioguarani (maïs, manioc, citrouille, patate douce, etc.) se sont mêlés aux ingrédients apportés par les Espagnols (viande, lait, fromage, œufs, etc.). Cette union a donné naissance à des aliments qui ont été consommés depuis cette période vice-royale jusqu'à nos jours. C'est dans ce contexte qu'est née la recette des plats typiques du Paraguay, à base de manioc, de maïs, de fromage, de lait et de bœuf.

### Période républicaine

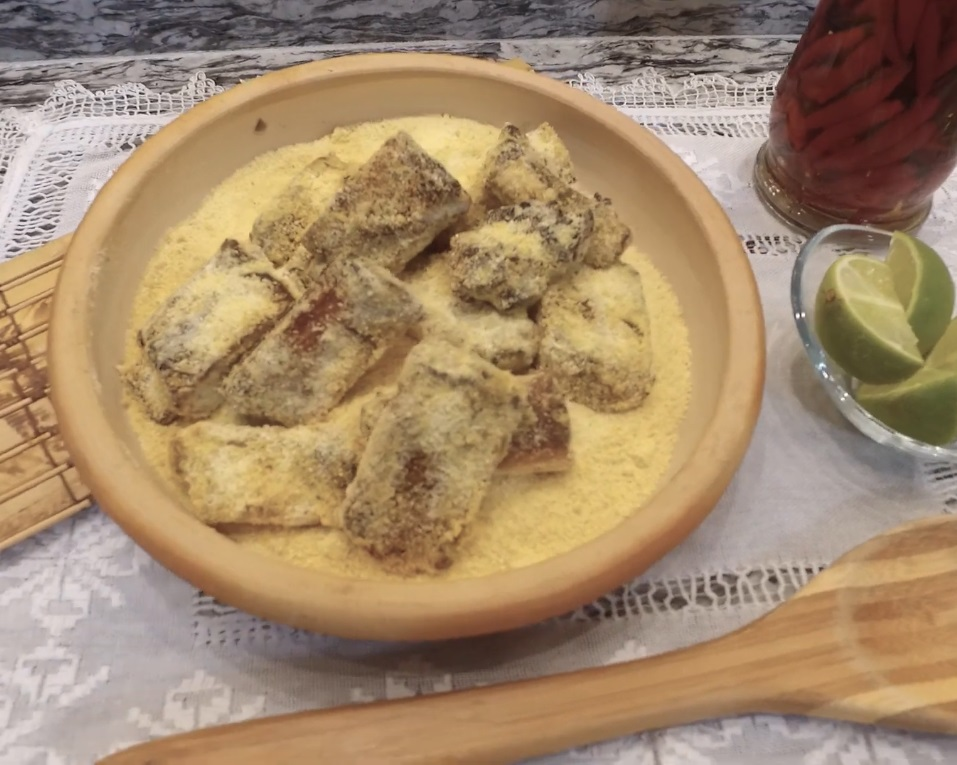
Chicharrón Huití.

C'est à cette époque que se consolide la cuisine créole telle que nous la connaissons, fruit de la fusion des connaissances et des éléments guaranis avec ceux apportés par les conquistadors, ainsi que de la rénovation des ustensiles et des modes de cuisson des aliments. Elle évolue pendant la période Lopez avec les connaissances de la cuisine créole et en profitant de tout ce qui est produit dans le pays, ainsi que de nouvelles recettes issues de la fantaisie et de la nouveauté à l'époque de Carlos Antonio López et plus tard avec Francisco Solano López et Madame Lynch. Durant cette période et dans les années d'après-guerre, il est possible de constater l'utilisation de tous les produits. Il existe d'innombrables recettes où la viande est réutilisée dans diverses formules. L'utilisation du manioc et du maïs pour produire des aliments était très courante.
De 1537 à 1870, l'immigration européenne a été très faible, surtout à l'époque de l'indépendance, en raison de l'ouverture internationale tardive pendant le mandat de M. Francia. Ce n'est que sous le gouvernement de Carlos Antonio López que les pays de la région et d'Europe ont finalement reconnu l'indépendance du Paraguay, comme la France et l'Argentine. La politique migratoire européenne s'est accentuée après la Grande Guerre, un phénomène qui a transformé et constitue la société paraguayenne d'aujourd'hui. Ainsi, la gastronomie a commencé à hériter des éléments apportés par les immigrants arrivés au Paraguay à la fin du XIXe siècle et dans le premier quart du XXe siècle, jetant les bases de la cuisine moderne, avec des ingrédients transformés au Paraguay et adaptés au mode de vie du XXIe siècle. Les principales influences qui ont enrichi la cuisine paraguayenne sont italiennes et allemandes, en termes de consommation de pâtes, de desserts, de boissons et de saucisses, qui sont profondément ancrées chez les Paraguayens.
La cuisine paraguayenne comporte des éléments américains communs tels que l'utilisation du maïs, du manioc, des cacahuètes et des légumineuses. L'héritage des ressources naturelles, la culture Guaraní et l'amalgame avec la culture européenne, donnent au Paraguay une gastronomie différente du reste de l'Amérique, gardant plus de similitude avec les pays rioplatenses. Des éléments tels que la chipa et le tereré, se répandent dans presque tout le Cône Sud grâce aux migrations internes. En 2017, le ministère du Secrétariat national de la culture du Paraguay a décidé :

« Déclarer comme patrimoine culturel immatériel du Paraguay la production, l'élaboration artisanale et traditionnelle de quatre aliments typiques paraguayens encore en vigueur tels que le vori-vori, le locro, la soupe paraguayenne et le yopará (mélange de haricot et de locro) ; et ainsi sont également documentés leurs recettes, leurs connaissances, leurs pratiques et leurs savoirs qui se transmettent de génération en génération et les éléments matériels et immatériels qui lui sont associés (le maïs, dans ses différentes variétés) en tant que manifestation culturelle. »

### Histoire des ustensiles
L'une des principales caractéristiques qui identifient la cuisine paraguayenne peut être attribuée à la façon dont les Guaranis utilisaient les ustensiles. Communément appelés cubiertos (couverts) au Paraguay, ils étaient autrefois fabriqués à partir de bois et de résine d'arbre, de fibres végétales, de plumes et de peaux d'animaux, de calebasses et autres, qui ont été adaptés aux outils et matériaux requis par la cuisine moderne. Les fibres végétales étaient utilisées pour fabriquer des paniers, des tamis et des filtres pour la farine de maïs ou de manioc, tandis que les calebasses étaient utilisées pour fabriquer une coupe de calebasse. Les couteaux et les fourchettes étaient fabriqués à partir d'os d'animaux, notamment d'arêtes de poisson. L'écorce de bois et le bois poncé étaient utilisés pour fabriquer des récipients avec ou sans couvercle, qui servaient à transporter les récoltes des champs et aussi à stocker les ornements, les vêtements et les fournitures.
Les matériaux utilisés pour les fabriquer variaient et, au fil du temps, on a découvert des composants tels que l'argile et le fer, à partir desquels on fabriquait le japepo, le kambuchi, lebrillo, le tatakua ou l'ña'epyu, entre autres. Au fur et à mesure de leurs innovations, les ustensiles de cuisine ont commencé à être fabriqués à partir d'alpaga, et à la même époque, il y avait des endroits où les cuillères, les fourchettes et les verres étaient fabriqués à partir de cornes de vache, tandis que dans d'autres parties du monde, les articles en bois étaient également d'usage courant, notamment la patulá traditionnelle, la chuchara chata et la longue cuillère utilisée pour remuer les aliments avec une spatule. Ce n'est qu'avec le gouvernement de Carlos Antonio López que les casseroles et les poêles en fer se sont généralisées, grâce à la disponibilité produite par la fonderie de fer de La Rosada de Ybycuí. Bien que ces ustensiles aient évolué, plusieurs des ustensiles en fer et en argile sont encore utilisés, et il est également possible de constater que dans les campagnes, des feuilles de bananier sont utilisées pour préparer des garnitures de maïs dans le tatakua, comme le faisaient les ancêtres paraguayens. 

## Ingrédients

### Fruits, légumes et légumineuses

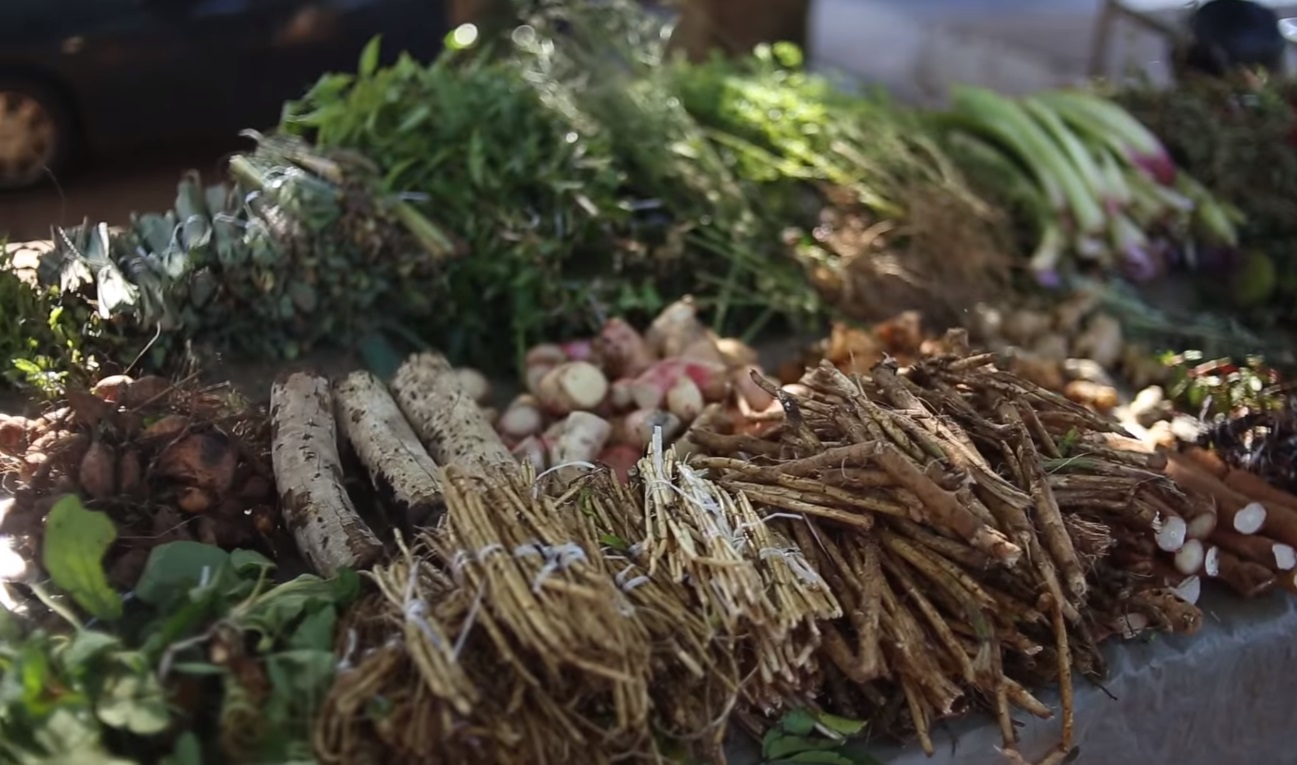
Yuyos ou herbes médicinales pour le tereré.

Les fruits consommés et cultivés qui sont enregistrés sont les suivants : ananas, banane, goyave, guavira pytã, guavirami, apepú, yakarati'a, pakuri, ñandypa, ñangapiry, aguaí, aratiku, mburukuja, mamón, mangue, melon, pastèque, orange, fraise, ingá, yvapurû, yvapovõ et tarumá. Selon la culture fruitière paraguayenne, les variétés de fruits doivent être récoltées en fonction du calendrier : les fruits tels que la goyave sont récoltés de janvier à mars ; les agrumes de mars à octobre ; le raisin, l'ananas et les prunes de décembre à janvier ; l'avocat d'avril à mai ; la pastèque et le melon de septembre à avril ; tandis que les bananes sont récoltées toute l'année, à l'exception des périodes de grand froid.
Les légumes comprennent des feuilles comme les blettes, la laitue, les oignons verts, les épinards, le chou chinois, le chou, la chicorée et le persil. Les fleurs comprennent le brocoli, le chou-fleur et l'artichaut. Dans le sous-groupe des fruits, on trouve la courge, le melon, la tomate, la locote, l'aubergine. Les racines les plus consommées et cultivées sont les carottes, les navets, les radis, le gingembre, les betteraves et les patates douces, tandis que les bulbes tels que l'ail et les oignons font partie de l'ingrédient de base des plats paraguayens. L'utilisation du soja et du moringa est également présente dans la cuisine paraguayenne, avec une exportation approximative de 15 000 kilos de ce dernier, en plus de la production de pilules,. Bien que la consommation de moringa ne dépasse pas l'infusion dans le maté et le tereré, plusieurs producteurs associés au moringa utilisent la feuille pour faire des pâtisseries, des gâteaux, des soupes ou des tortillas, et pour introduire des protéines, des huiles végétales et des fibres dans les aliments. Au Paraguay, certaines espèces de légumineuses sont cultivées, comme les pois, les lentilles, les pois chiches et les haricots, en particulier les variétés kumanda pytâ, San Francisco, poroto señorita et kumanda yvyra'i.

### Viande et produits laitiers
L'introduction de la viande au Paraguay remonte à l'époque de la conquête espagnole en 1537, lorsqu'ils ont découvert que les animaux sauvages indigènes qui habitaient ces terres étaient le guasú, le yaguareté et le capibara. Ainsi, en 1545, les frères Escipión et Vicente Goes ont introduit au Paraguay sept vaches et un taureau, des spécimens provenant des côtes brésiliennes de San Vicente, elles-mêmes originaires de l'Alentejo et de l'Estrémadure ; ces avileñas noires se caractérisaient par leur grande rusticité et leur haute fertilité, et constituaient un minuscule troupeau qui a amorcé la domestication des animaux dans le pays. Pendant les expéditions espagnoles, en 1609, les Jésuites sont arrivés pour fonder la première mission de toutes les missions guaranies : San Ignacio Guazú, où ils ont introduit l'élevage de bétail. C'est la raison pour laquelle on dit que les Paraguayens, depuis leurs origines, sont plus des éleveurs de bétail que des agriculteurs. Après l'expulsion des Jésuites en 1768, 801 258 têtes de bétail ont été recensées.
Après tout cela, la Sociedad Ganadera del Paraguay a été fondée en 1885 pour soutenir et collaborer au développement de l'industrie de la viande dans le pays. Elle a ensuite changé de nom pour devenir l'Asociación Rural del Paraguay en 1938. En 1895, le cheptel bovin du pays atteignait 2 283 093 têtes. En 1901, les premiers producteurs de Hereford sont arrivés, introduits par Carlos Pfannl à Puerto Fonciere. En 1918, les premiers éleveurs d'Aberdeen Angus sont arrivés et en 1930, l'industrie paraguayenne de transformation de la viande était déjà en train de se consolider. Le cheptel bovin national a atteint 3 700 000 têtes en 1940 et a dépassé 13 millions de têtes en 2012. Le Paraguay est le troisième plus grand consommateur de viande bovine au monde, avec 28 kilos par habitant et par an, dépassé seulement par l'Uruguay (41 kilos) et l'Argentine (44 kilos). Parmi les habitudes de consommation de viande bovine des Paraguayens, la viande emballée sous vide est le type préféré, et les barbecues du week-end sont populaires. La consommation de volaille est en moyenne de 20 kilos, tandis que la consommation de porc est d'environ 5 kilos par habitant. Le cheptel bovin devrait atteindre 15 millions de têtes en 2020, ce qui équivaut à 2,07 bovins par habitant.

## Plats
- Le manioc qui remplace parfois la pomme de terre et le pain.
- Le steak de bœuf (lomito).
- Le sandwich de lomito completo (avec œuf, jambon, salade et tomate).
- La chipa guazu, sorte de petit soufflé au fromage.
- La sopa paraguaya, comme la chipa guazu mais avec des oignons.
- Le surubi, un poisson de rivière.

## Boissons, pains, fromages et confitures
- Le queso paraguay, fromage que l'on mange nature ou accompagné de dulce de leche ou de patate douce.
- Les chipas, petits pains au fromage et aux graines.
- La confiture de goyave (mermelada de guayaba).
- Le maté, boisson consommée sous des formes plus variées que les Argentins. Lorsque l’eau est froide, il s'agit de tereré. On rajoute parfois des plantes médicinales.